# Três Tigres Tristes
Três Tigres Tristes es una película de comedia dramática y musical brasileña de 2022, dirigida por Gustavo Vinagre. La película se centra en tres jóvenes queer de São Paulo que exploran la ciudad, en el contexto de una pandemia viral que infecta el cerebro y deteriora la memoria.
La película se estrenó en el programa Forum del 72.ª Festival Internacional de Cine de Berlín, donde fue ganadora del premio Teddy al mejor largometraje de temática LGBTQ.

## Reparto
- Isabella Pereira
- Jonata Vieira
- Pedro Ribeiro
- Gilda Nomacce
- Carlos Escher
- Julia Katharine
- Ivana Maravilla
- Cida Moreira
- Everaldo Pontes
- Nilceia Vicente
- Inês Brasil